# Зелений новий курс

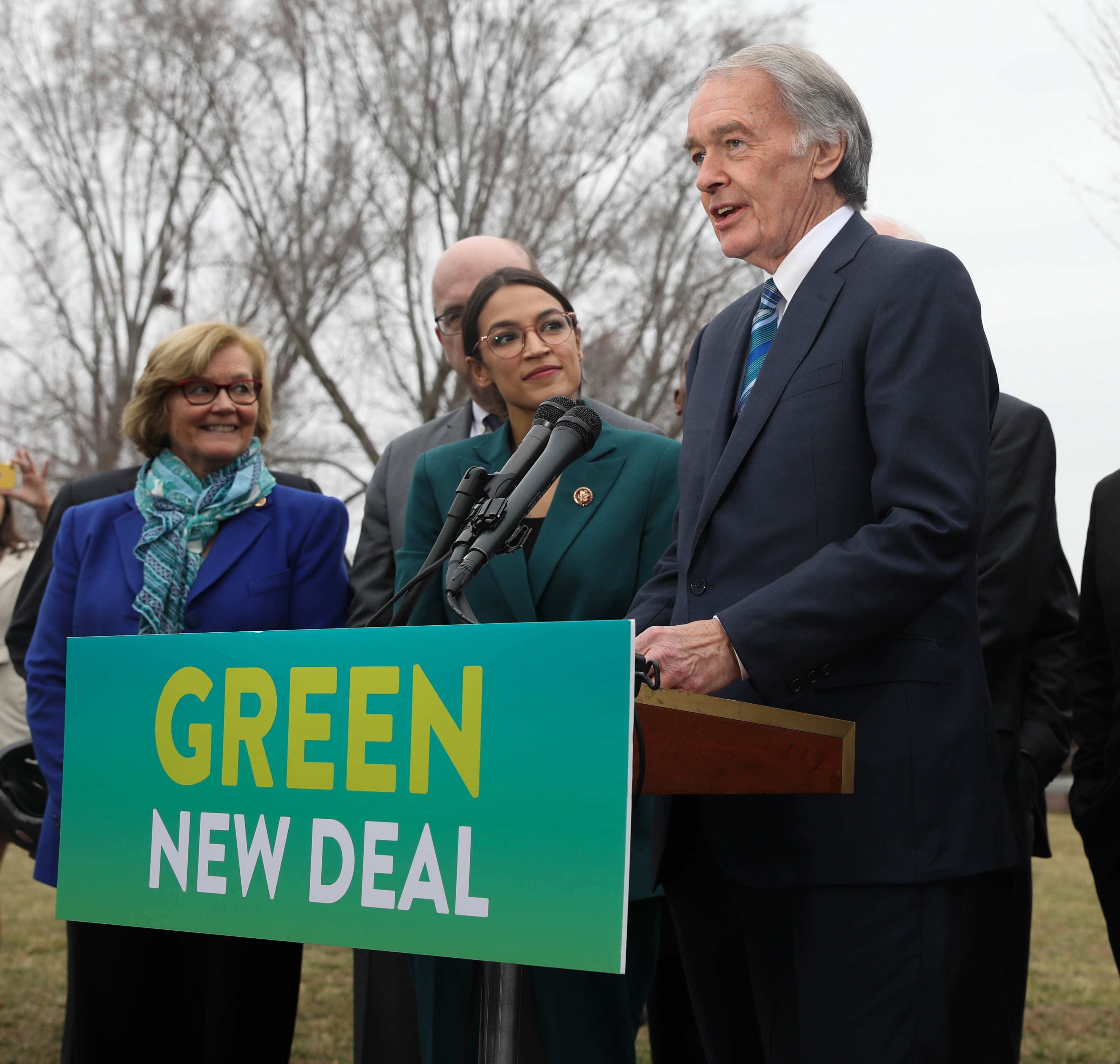
Ед Маркі виголошує промову на тему Зеленого нового курсу навпроти Будівлі Капітолія (липень 2019)

Зелений новий курс (англ. Green New Deal, GND) — запропонований у США пакет економічного стимулювання, що є відповіддю на зміни клімату й економічну нерівність. Назва є аналогією до Нового курсу — низки соціальних та економічних реформ, а також проєктів громадських робіт, впроваджених за президента Фракліна Делано Рузвельта під час Великої Депресії. Новий зелений курс поєднує економічний підхід Рузвельта з сучасними ідеями поновної енергетики та ресурсоефективності.
У 116-му Конгресі США Новий зелений курс складається з двох резолюцій — Палатної резолюції 109 та Палатної резолюції 59, запропонованих конгресменкою Александрією Оказіо-Кортес (Д-НЙ) та сенатором Едом Маркі (Д-МА). 25 березня 2019 року резолюція Маркі не була прийнята сенатом США з результатом 0-57, утім більшість демократів проголосували «присутньо на знак протесту щодо голосування.